# トランスフォーマー ジェネレーションセレクト
トランスフォーマー ジェネレーションセレクトとは、タカラトミーが2019年9月にネット限定発売を開始した、トランスフォーマーの玩具シリーズである。

## 概要
ジェネレーションセレクトとは、主に一般流通されているトランフォーマーのシリーズでは商品化されていなかったキャラクターを、新たにタカラトミーの自社通販サイト・タカラトミーモール限定のネット販売専用品として展開するスペシャルシリーズとなっている。海外版のGenerationsSelectのラインナップとは異なり、一部商品のみ日本版として導入されている。

## 商品ラインナップ
後期のラインナップはパワーオブザプライムで発売された物をセット品にして一部パーツをリニューアルしている。